# NGC 6559
NGC 6559 (również Chiński smok) – mgławica emisyjna znajdująca się w konstelacji Strzelca w kierunku centrum Drogi Mlecznej. Jest oddalona o około 5000 lat świetlnych od Ziemi. Została odkryta 1 lipca 1826 przez Johna Herschela. NGC 6559 jest częścią większego obszaru powstawania nowych gwiazd, którego średnica jest większa niż 100 lat świetlnych. Nazwa „chiński smok” pochodzi od kształtu ciemnego obłoku pyłu o rozpiętości około 7 lat świetlnych znajdującego się w tle NGC 6559.
Przestrzeń międzygwiazdowa mgławicy NGC 6559 jest wypełniona przez jasny gaz, głównie wodór, oraz ciemny pył. Poświata mgławicy jest skutkiem oddziaływania protonów i elektronów na zjonizowany wodór. Mglista otoczka wokół dwóch jaśniejszych gwiazd została wytworzona przez niewielkie drobiny pyłu odbijające niebieskie światło pobliskich gwiazd. Efekt chmur i włókien mgławicy jest skutkiem pochłaniania światła widzialnego przez drobiny pyłu.